# Mihona
Mihona (o Mehona) è una suddivisione dell'India, classificata come nagar panchayat, di 14.799 abitanti, situata nel distretto di Bhind, nello stato federato del Madhya Pradesh. In base al numero di abitanti la città rientra nella classe IV (da 10.000 a 19.999 persone).

## Geografia fisica
La città è situata a 26° 17' 4 N e 78° 58' 54 E e ha un'altitudine di 153 m s.l.m..

## Società

### Evoluzione demografica
Al censimento del 2001 la popolazione di Mihona assommava a 14.799 persone, delle quali 7.876 maschi e 6.923 femmine. I bambini di età inferiore o uguale ai sei anni assommavano a 2.290, dei quali 1.223 maschi e 1.067 femmine. Infine, coloro che erano in grado di saper almeno leggere e scrivere erano 9.671, dei quali 5.841 maschi e 3.830 femmine.